# Ictinogomphus paulini
Ictinogomphus paulini – gatunek ważki z rodziny gadziogłówkowatych (Gomphidae).